# Michaelibad

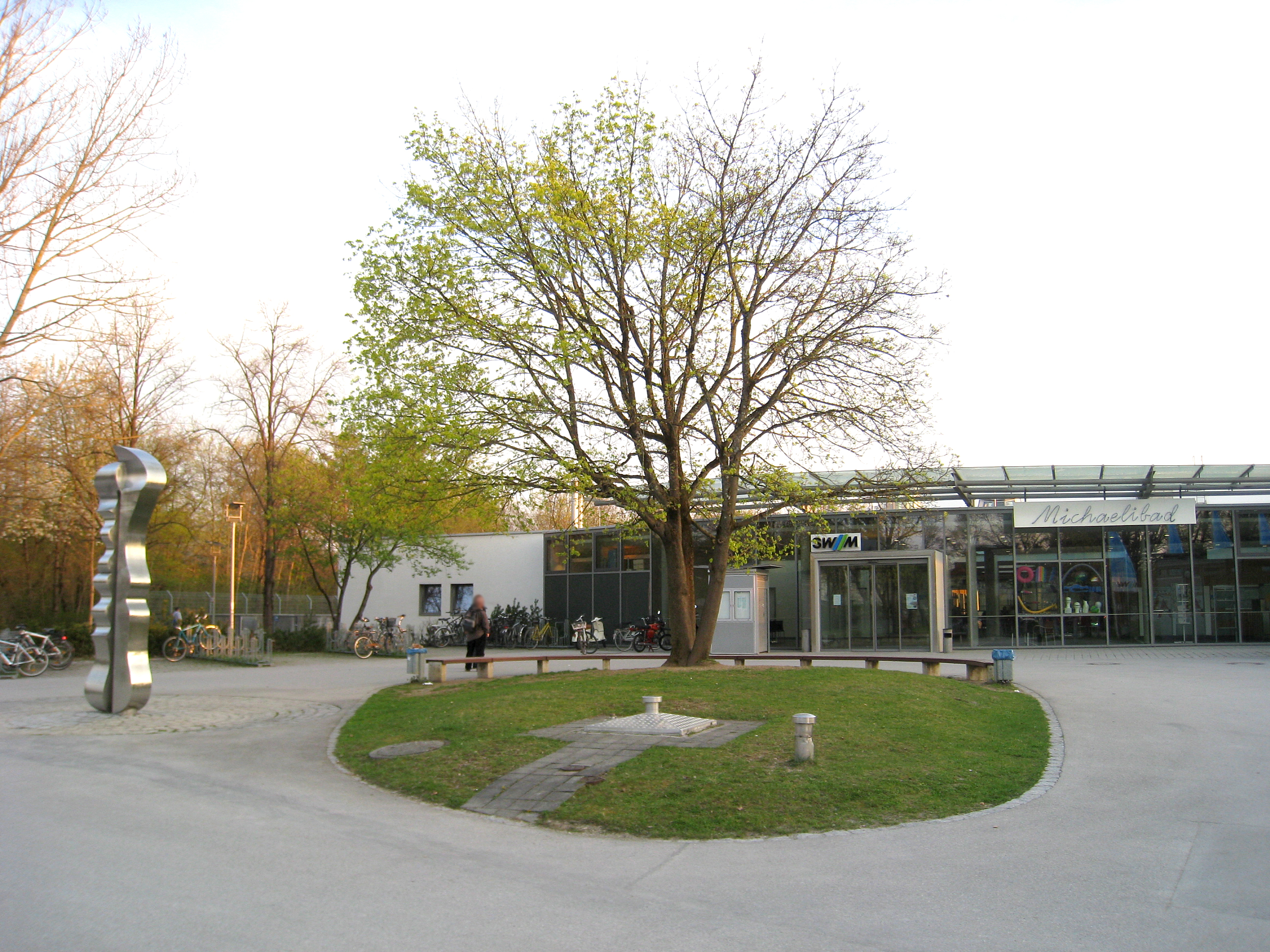
Eingangsbereich Michaelibad

Das Michaelibad ist das größte Freizeitbad in München. Es liegt an der Heinrich-Wieland-Straße 24 im östlichen Münchener Stadtteil Neuperlach direkt am Ostpark und verleiht dem benachbarten U-Bahnhof seinen Namen. Betreiber des Bades sind die Stadtwerke München.

## Geschichte
Den ersten Wettbewerb für den Entwurf des Michaelibades im Osten Münchens gewannen 1952 die Architekten Richard Gall und Heinrich Hoffmann. Mit der Verwirklichung des Vorhabens wurden dann Philipp Zametzer und Sebastian Rosenthal aus dem Münchener Stadtbauamt beauftragt. 1953 bis 1955 wurde auf der 66.300 m² großen Fläche ein Freizeitbad mit fünf Schwimmbecken, fünf Umkleiden sowie einem Restaurant errichtet. Der Pavillon des Restaurants mit dem schwebenden Dach, der scheinbar nur von einem Pfeiler gestützt wurde, wurde nicht nur zum Wahrzeichen des Bades, sondern galt als beispielhaft für die schwerelose Architektur der 1950er Jahre. Als 1973 der U-Bahnhof Michaelibad gebaut wurde, wurde der Pavillon abgerissen.
Während der Olympischen Spiele 1972 war das Michaeli-Sommerbad Trainingsstätte für die modernen Fünfkämpfer in der Disziplin Schwimmen. Im Zuge der Vorbereitungen zur Trainingsstätte wurde das 50-Meter-Schwimmbecken mit Folie und neuen Startsockeln ausgestattet, weiterhin kam noch ein neuer beheizbarer Umkleide- und Funktionsbau ("Warmbau" genannt) hinzu.
1971 war auch Baubeginn für das neue Hallenbad mit Sauna, welches 1973 der Öffentlichkeit übergeben wurde.
Im Rahmen der Neugestaltung des Bades „erwartete die Besucher nach der Eröffnung im Jahre 1998 ein völlig neues Erlebnisfreibecken mit einer 40 Meter langen Rutsche, Strömungskanal, Massagedüsen, Nackendusche und einem Wasserpilz“. Im Jahr 2000 wurde damit begonnen, auch das Hallenbad zu einem modernen Freizeitbad umzubauen, das dann im Dezember 2001 wiedereröffnet wurde.
Erreichbar ist das Michaelibad mit der U-Bahn und diversen Buslinien der Münchner Verkehrsgesellschaft.
Auf dem Gelände des Bades wurde 2012 ein Blockheizkraftwerk in Betrieb genommen, das Wärme für die Beckenheizung liefert und Strom ins Stromnetz  einspeist.

## Freizeitangebot
Das Michaelibad, ein Sommer- und ein Hallenbad, bietet sowohl eine große Freibadanlage mit einer 64-Meter-Rutsche als auch ein großes Hallenbad.
Im Hallenbadbereich befinden sich ein 25-Meter-Schwimmerbecken, ein Nichtschwimmerbecken, eine Eltern-Kleinkind-Badeoase, kleinere Sprudelwannen, in denen mehrere Personen sitzen können, und ein Durchgang zu einem 34°-Heißwasser-Außenbereich, der auch im Winter genutzt werden kann.
Im Hallenbad befindet sich auch eine 84 m lange Abenteuerrutsche. Außerdem gibt es im Michaelibad eine Saunalandschaft. Besonderheit hier ist die Erd-Loft-Sauna, ein besonderer Schwitzraum, der aus altem finnischen Keloholz gebaut und in einen Erdhügel gegraben ist.

## Geothermieanlage
Die Stadtwerke München planen, im nordwestlichen Eck des Freibadgeländes, nämlich auf einem Teil der westlichen Liegewiese, ein Geothermiekraftwerk mit bis zu vier Förder- und vier Reinjektionsbohrungen zu errichten. Der Genehmigungsprozess startete 2022 mit einem zustimmenden Vorbescheid der Lokalbaukommission. Die Baumfällarbeiten dazu begannen im Dezember 2022.